# Sithon nedymond
Sithon nedymond är en fjärilsart som beskrevs av Pieter Cramer 1782. Sithon nedymond ingår i släktet Sithon och familjen juvelvingar. Inga underarter finns listade i Catalogue of Life.

## Bildgalleri

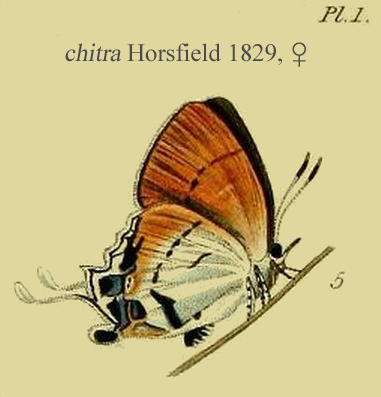
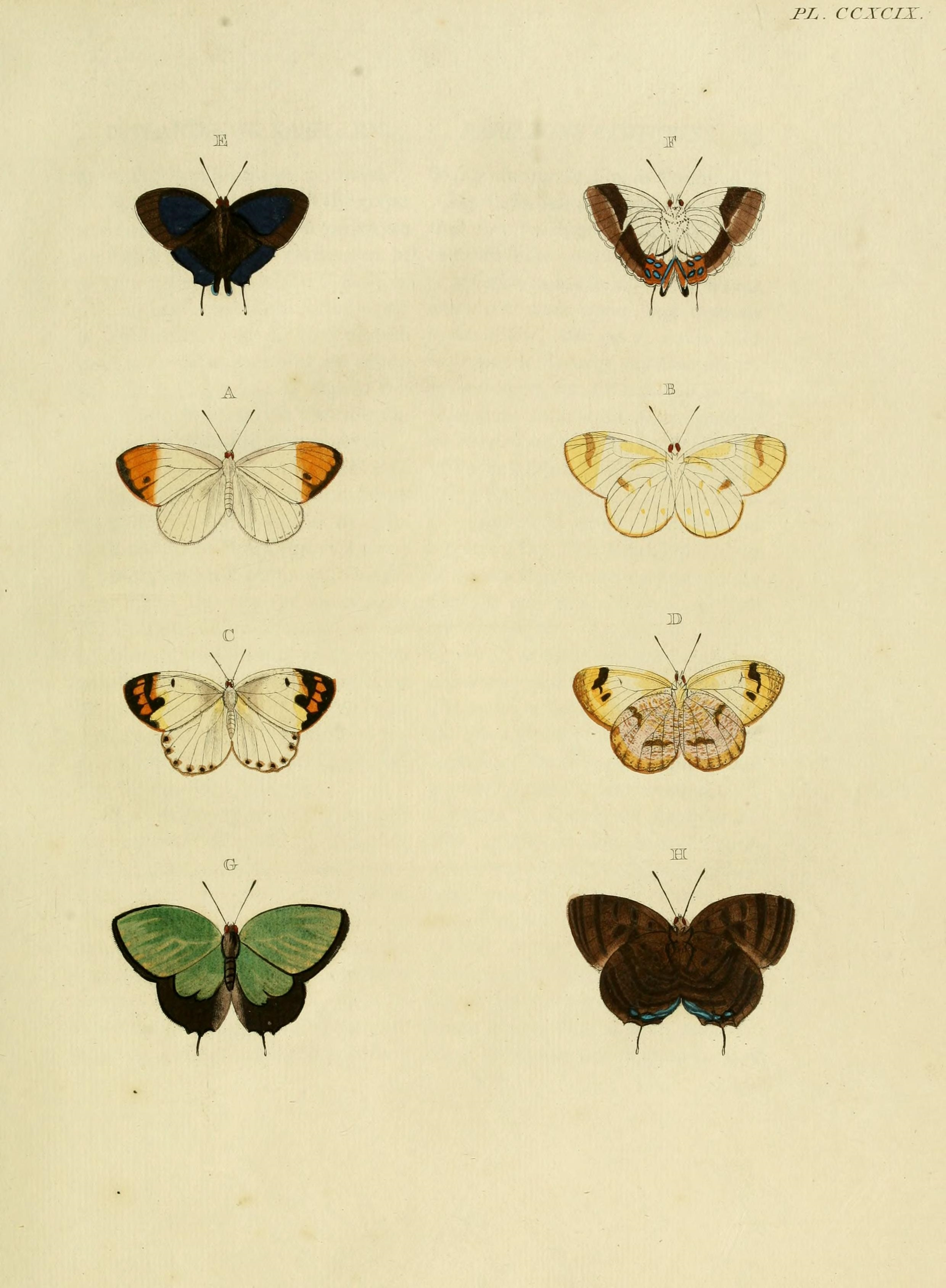
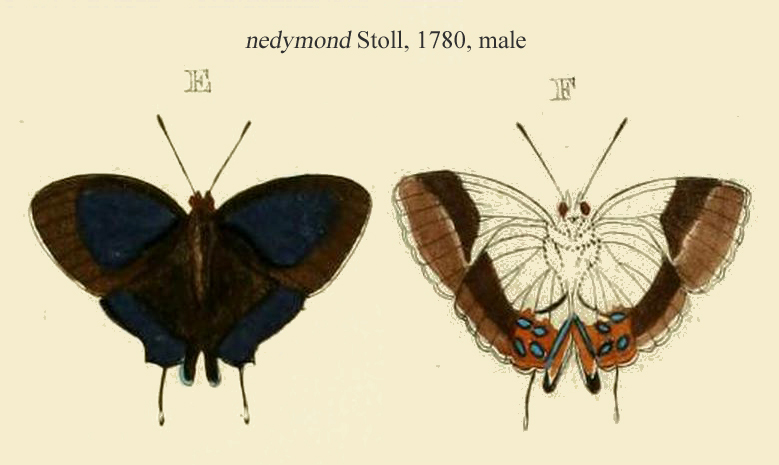
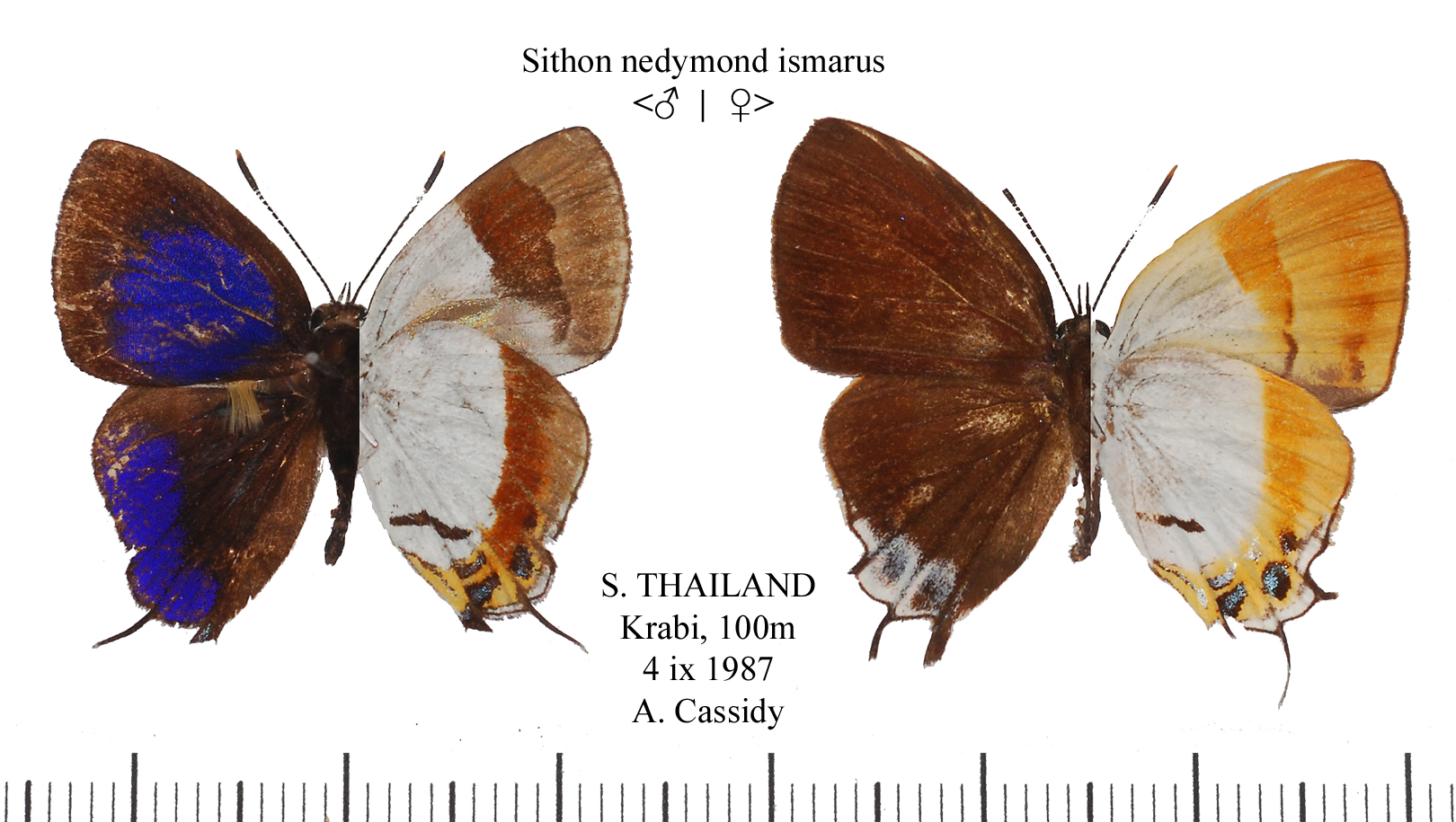
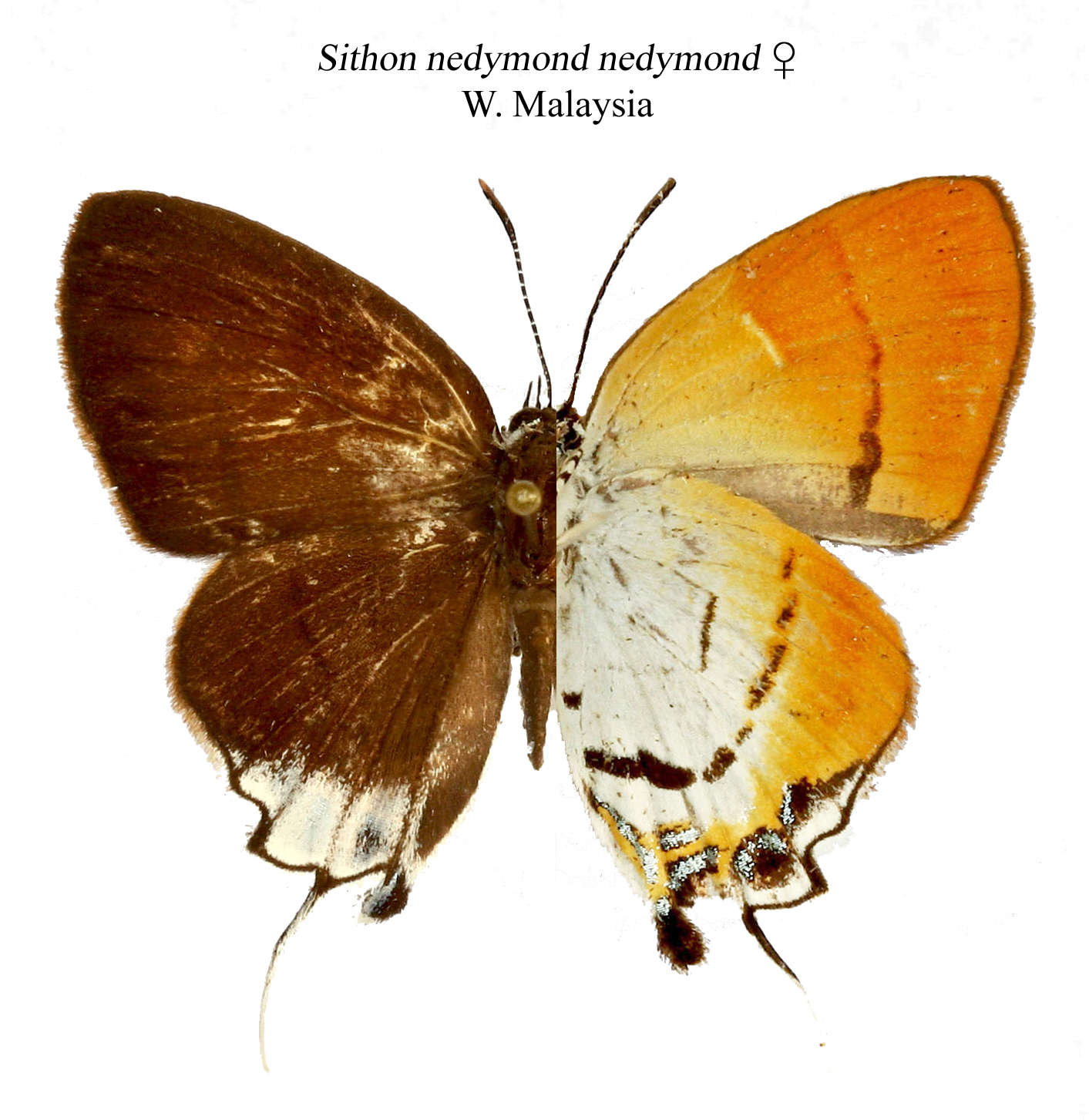